# العفة (بعدان)

تعديل مصدري - تعديل

العفة محلة تابعة لقرية ذي حيفان، التابعة لعزلة المنار بمديرية بعدان إحدى مديريات محافظة إب في الجمهورية اليمنية، بلغ تعداد سكانها 23 حسب تعداد اليمن لعام 2004.